# Samantha Arsenault
Samantha Arsenault (Peabody (Massachusetts), 11 oktober 1981) is een Amerikaans voormalige zwemster. Ze vertegenwoordigde haar vaderland op de Olympische Zomerspelen 2000 in Sydney.

## Carrière
Bij haar internationale debuut, op de Pan Pacific kampioenschappen zwemmen 1999 in Sydney, werd de Amerikaanse uitgeschakeld in de series van zowel de 50, 100 als de 200 meter vrije slag.
Tijdens de Olympische Zomerspelen van 2000 in Sydney veroverde Arsenault samen met Diana Munz, Lindsay Benko en Jenny Thompson de gouden medaille op de 4x200 meter vrije slag.
Op de Amerikaanse Olympische trials 2004 probeerde Arsenault zich te plaatsen voor haar tweede Olympische Spelen, ze slaagde echter niet in deze opzet.

## Internationale toernooien
| Jaar | Olympische Spelen | WK langebaan | WK kortebaan  | PanPacs                                                                               | Pan-Ams       |
| ---- | ----------------- | ------------ | ------------- | ------------------------------------------------------------------------------------- | ------------- |
| 1999 |                   |              | geen deelname | halve finale 50m vrije slag halve finale 100m vrije slag halve finale 200m vrije slag | geen deelname |
| 2000 | 4x200m vrije slag |              | geen deelname |                                                                                       |               |

## Persoonlijke records

### Kortebaan
| Afstand         | Tijd    | Datum            | Plaats          |
| --------------- | ------- | ---------------- | --------------- |
| 100m vrije slag | 55,58   | 17 november 1999 | Washington D.C. |
| 200m vrije slag | 1.57,80 | 12 februari 2000 | Parijs          |

### Langebaan
| Afstand         | Tijd    | Datum             | Plaats     |
| --------------- | ------- | ----------------- | ---------- |
| 100m vrije slag | 56,04   | 13 augustus 2000  | Long Beach |
| 200m vrije slag | 1.59,38 | 19 september 2000 | Sydney     |

1996: Jackson, Teuscher, Taormina, Thompson ·
2000: Arsenault, Munz, Benko, Thompson ·
2004: Coughlin, Piper, Vollmer, Sandeno ·
2008: Rice, Barratt, Palmer, Mackenzie ·
2012: Franklin, Vollmer, Vreeland, Schmitt ·
2016: Schmitt, Smith, Dirado, Ledecky ·
2020: Yang, Tang, Zhang, Li ·
2024: O'Callaghan, Pallister, Throssell, Titmus